# Sadakazu Uyenishi
Sadakazu "Raku" Uyenishi (1880-año desconocido) fue un jujutsuka japonés, uno de los primeros maestros de este arte en competir y enseñar en el extranjero.

## Biografía
Sadakazu nació en 1880 en la prefectura de Osaka. Su padre, Kichibe Uyenishi, había sido un gran atleta, especialmente famoso por su destrza en el sumo y el kenjutsu. A causa de ello, Sadakazu empezó entrenando kenjutsu y, mientras contemplaba una carrera militar, su padre le animó a unirse al dojo de jiu-jitsu de Yataro Handa, donde Uyenishi aprendió con Mataemon Tanabe y ganó varias competiciones durante su adolescencia. Así mismo, entrenó también en la disciplina de la lucha con rokushakubo y hanbo.
En 1900, Uyenishi viajó a Londres por invitación de Edward William Barton-Wright, fundador del arte marcial del Bartitsu. Poco después de llegar, Uyenishi se unió a un compatriota, Yukio Tani, en la tarea de instruir en jiu-jitsu a los alumnos de Barton-Wright en su club en Shaftesbury Avenue. Tani y Uyenishi trabajaron como luchadores profesionales, derrotando a luchadores mucho mayores en tamaño en eventos y desafíos promovidos por Barton-Wright; Uyenishi luchaba bajo el nombre artístico de Raku, mucho más fácil de recordar para oídos occidentales que su nombre completo. Después de que la escuela cerrase en 1902, Uyenishi continuó con esta ocupación y se unió a la escuela de un antiguo aprendiz de Barton, Pierre Vigny. Sus habilidades como profesor fueron tales que un año después ya había establecido su propio dojo en el 31 de Golden Square, Picadilly Circus. Uyenishi fue conocido en la alta sociedad por su entusiasmo por adaptarse a la vida londinsense eduardiana.
En 1905, con ayuda de su estudiante E. H. Nelson, y siempre escribiendo bajo el alias de Raku, Uyenishi lanzó el manual llamado Text-Book of Ju-Jutsu, el cual se convirtió en un popular trabajo de referencia para los estudiosos de los estilos de lucha orientales. Tres años después, Uyenishi entró a trabajar como instructor de cuerpo a cuerpo en la Escuela Militar Aldershot y campo militar de Shorncliffe. A finales de año, Uyenishi retornó a Japón, dejando su escuela en manos de su principal estudiante, William Garrud. No mucho se supo de él después de ello, pero la fecha de su muerte fue estimada por Percy Longhurst como unos años antes de la Segunda Guerra Mundial.
A pesar de su ida y posterior fallecimiento, las enseñanzas de Uyenishi pervivieron en sus aprendices, entre los que se hallaron William Garrud y su esposa Edith Margaret Garrud, una de las primeras mujeres occidentales en aprender artes marciales, las cuales enseñó al movimiento Sufragista; también se contó su compañera Emily Diana Watts, cuyo libro de 1906 The Fine Art of Jujitsu fue el primer trabajo en inglés en recoger las katas de la escuela de judo Kodokan.